# Reinhard Benningk
Reinhard Benningk, auch Reinhold Benningk, († 1617 in Lübeck) war ein norddeutscher Stück- und Glockengießer. 
Reinhard Benningk war der Sohn des Lübecker Glockengießers Matthias Benningk und hatte die Werkstatt des Vaters nach dessen Tod übernommen. Wie auch sein Vater hatte Reinhard die Stelle des Lübecker Ratsgießers inne.
Reinhard Benningk gehört zu einer im 16. und 17. Jahrhundert in Norddeutschland (Hamburg, Lübeck, Danzig) verbreiteten Familie von Gießern. Hermann Benningk, der Sohn des Reinhard, wurde ebenfalls Stück- und Glockengießer und war in Hamburg tätig.